# 1. Division 1988-1989
L'edizione 1988-89 della Bundesliga vide la vittoria finale dello Swarovski Tirol.
Capocannoniere del torneo fu Peter Pacult dello Swarovski Tirol con 26 reti.

## La formula
Le dodici squadre del torneo si scontrano in un girone all'italiana con partite di andata e ritorno. Le prime otto accedono ai Meister playoff, le ultime quattro più le prime quattro della Erste Liga ai Mittlere playoff. Alla fine la vincente dei Meister playoff è Campione d'Austria e lesquadre seguenti ottengono la qualificazione alla Coppa UEFA, mentre le prime quattro dei Mittlere playoff ottengono il diritto di partecipare alla prossima edizione della Bundesliga austriaca.

## Stagione autunnale
|    | Classifica            | G  | V  | N  | P  | GF | GS | Pt |
| -- | --------------------- | -- | -- | -- | -- | -- | -- | -- |
| 1  | Swarovski Tirol       | 22 | 15 | 3  | 4  | 50 | 25 | 33 |
| 2  | Admira Wacker         | 22 | 13 | 5  | 4  | 45 | 27 | 31 |
| 3  | Austria Vienna        | 22 | 12 | 6  | 4  | 54 | 26 | 30 |
| 4  | VSE Sankt Pölten      | 22 | 10 | 5  | 7  | 34 | 34 | 25 |
| 5  | Rapid Vienna          | 22 | 10 | 4  | 8  | 35 | 26 | 24 |
| 6  | First Vienna FC       | 22 | 6  | 10 | 6  | 31 | 34 | 22 |
| 7  | Grazer AK             | 22 | 7  | 8  | 7  | 27 | 37 | 22 |
| 8  | Wiener Sport-Club     | 22 | 8  | 4  | 10 | 40 | 43 | 20 |
| 9  | SK Vorwärts Steyr     | 22 | 5  | 8  | 9  | 21 | 31 | 18 |
| 10 | SK Austria Klagenfurt | 22 | 5  | 6  | 11 | 29 | 47 | 16 |
| 11 | Sturm Graz            | 22 | 3  | 6  | 13 | 21 | 35 | 12 |
| 12 | Linzer ASK            | 22 | 3  | 5  | 14 | 21 | 43 | 11 |

## Stagione primaverile
La classifica finale dei Meister playoff è ottenuta sommando una parte dei punti della stagione autunnale con quelli dei playoff stessi, mentre per i Mittlere playoff i punti sono quelli dei soli playoff.

### Meister playoff
|   | Classifica        | G  | V  | N  | P  | GF | GS | Pt |
| - | ----------------- | -- | -- | -- | -- | -- | -- | -- |
| 1 | Swarovski Tirol   | 36 | 24 | 7  | 5  | 78 | 38 | 39 |
| 2 | Admira Wacker     | 36 | 20 | 8  | 8  | 78 | 52 | 33 |
| 3 | Austria Vienna    | 36 | 18 | 10 | 8  | 76 | 44 | 31 |
| 4 | Rapid Vienna      | 36 | 17 | 7  | 12 | 67 | 40 | 29 |
| 5 | First Vienna FC   | 36 | 12 | 13 | 11 | 59 | 59 | 26 |
| 6 | Wiener Sport-Club | 36 | 13 | 6  | 17 | 60 | 70 | 22 |
| 7 | Grazer AK         | 36 | 11 | 9  | 16 | 37 | 64 | 20 |
| 8 | VSE Sankt Pölten  | 36 | 10 | 9  | 17 | 44 | 68 | 17 |

### Mittlere playoff
|   | Classifica             | G  | V | N | P  | GF | GS | Pt |
| - | ---------------------- | -- | - | - | -- | -- | -- | -- |
| 1 | Sturm Graz             | 14 | 9 | 3 | 2  | 32 | 13 | 21 |
| 2 | SK Vorwärts Steyr      | 14 | 7 | 5 | 2  | 26 | 17 | 19 |
| 3 | *SV Casino Salisburgo  | 14 | 8 | 1 | 5  | 18 | 20 | 17 |
| 4 | *Kremser SC            | 14 | 7 | 2 | 5  | 24 | 17 | 16 |
| 5 | Linzer ASK             | 14 | 6 | 2 | 6  | 22 | 20 | 14 |
| 6 | SK Austria Klagenfurt  | 14 | 5 | 3 | 6  | 21 | 24 | 13 |
| 7 | *SV Flavia Solva Wagna | 14 | 3 | 3 | 8  | 9  | 25 | 9  |
| 8 | *SC Kufstein           | 14 | 1 | 1 | 12 | 12 | 28 | 3  |

(*)Squadre appartenenti alla Erste Liga.

## Verdetti
- Swarovski Tirol Campione d'Austria 1990-91.
- Austria Vienna, Rapid Vienna e First Vienna ammesse alla Coppa UEFA 1989-1990.
- Sturm Graz, Vorwärts Steyr, Austria Salisburgo e Kremser ammesse alla Bundesliga 1989-1990.
- Scheda su RSSSF.com, su rsssf.com.
- Risultati e classifica su austriasoccer.at, su austriasoccer.at.